# Denis Ovens
Denis Ovens (* 1. Juli 1957 in Enfield) ist ein ehemaliger englischer Dartspieler, der bei der PDC aktiv war. Sein Spitzname lautet „The Heat“ und seine Erkennungsmelodie ist The Heat Is On von Glenn Frey. Auf der Tour galt er als einer der konstantesten Spieler, jedoch gelang es ihm nicht bei Fernsehturnieren größere Erfolge zu erreichen, was ihm auch den Spitznamen The Nearly Man einbrachte.

## Karriere
Bei den PDC-Weltmeisterschaft 2001 schied Ovens in der ersten Runde gegen Les Fitton. Ähnlich früh verlor er 2002, als er in der zweiten Runde gegen Richie Burnett verlor. Den beiden Achtelfinalniederlagen im Jahr 2003 und PDC World Darts Championship 2004 folgte 2005 sein bester Auftritt bei einer Weltmeisterschaft, als er erst im Achtelfinale mit 3:5 gegen Mark Dudbridge verlor. Zuvor konnte er Mark Holden mit 4:1 und Roland Scholten mit 4:2 besiegen. Im Anschluss an diese Weltmeisterschaft verlor er sechsmal in Folge in der zweiten Runde: 2006 gegen Steve Alker (1:4), 2007 gegen Alan Tabern (3:4), 2008 gegen Jan van der Rassel (1:4), 2009 gegen Ronnie Baxter (1:4), 2010 gegen Colin Lloyd (3:4) und schließlich 2011 gegen Simon Whitlock (0:4). Auch bei der Weltmeisterschaft 2012 schied er in der ersten Runde aus (Aufgabe, nach 0:1-Rückstand gegen Kevin Münch) und 2013 schied er nach einem 3:2-Sieg gegen Max Hopp erneut in der zweiten Runde aus (1:4 gegen Adrian Lewis).
Bei den UK Open erreichte Ovens dreimal in Folge das Halbfinale (2010–2012).

## Privates
Abseits des Dartsports ist Ovens ein großer Fan der Fußballmannschaft Manchester United. Er besitzt eine Dauerkarte und besucht jedes Spiel, wenn er nicht Darts spielt.

## Weltmeisterschaftsresultate

### BDO
- 2000: 1. Runde (0:3-Niederlage gegen  Bobby George)

### PDC
- 2001: 1. Runde (1:3-Niederlage gegen  Les Fitton)
- 2002: Achtelfinale (4:6-Niederlage gegen  Richie Burnett)
- 2003: Achtelfinale (1:5-Niederlage gegen  Dennis Smith)
- 2004: 3. Runde (3:4-Niederlage gegen  Alex Roy)
- 2005: Viertelfinale (3:5-Niederlage gegen  Mark Dudbridge)
- 2006: 2. Runde (1:4-Niederlage gegen  Steve Alker)
- 2007: 2. Runde (3:4-Niederlage gegen  Alan Tabern)
- 2008: 2. Runde (1:4-Niederlage gegen  Jan van der Rassel)
- 2009: 2. Runde (1:4-Niederlage gegen  Ronnie Baxter)
- 2010: 2. Runde (2:4-Niederlage gegen  Adrian Lewis)
- 2011: 2. Runde (0:4-Niederlage gegen  Simon Whitlock)
- 2012: 1. Runde (Spiel nicht beendet gegen  Kevin Münch 1)
- 2013: 2. Runde (1:4-Niederlage gegen  Adrian Lewis)

## Titel

### BDO
- Weitere
  - 1999: Scottish Open

### PDC
- Pro Tour
  - Players Championships:
    - Players Championships 2007: 12
    - Players Championships 2010: 2

  - UK Open Qualifiers:
    - UK Open Qualifiers 2004/05: 6
- Weitere
  - 2001: Irish Masters, Claims Solutions Classic, Jersey Festival of Arts
  - 2002: Irish Masters
  - 2003: Open Holland
  - 2005: PDC Eastbourne Open